# 筒胸叶甲属
筒胸叶甲属（学名：Lypesthes），也称作筒胸肖叶甲属，为金花虫科的一个属。

## 下属物种
本属包括以下物种：
- 黄毛长颈猿金花虫 Lypesthes fulvus ，红背绒毛金花虫
- 双毛长颈猿金花虫 Lypesthes gracilicornis
- 路易氏筒胸肖叶甲 Lypesthes lewisii Baly, 1878
- 白纹简胸肖叶甲 Lypesthes vittatus